# Jörg Schmidt
Jörg Schmidt (ur. 16 lutego 1961 w Berlinie, zm. 21 lipca 2022) – niemiecki kajakarz, kanadyjkarz. Srebrny medalista olimpijski z Seulu.
Urodził się w NRD i do zjednoczenia Niemiec startował w barwach tego kraju. Zawody w 1988 były jego jedynymi igrzyskami olimpijskimi. Po medal sięgnął w kanadyjkowej jedynce na dystansie 1000 metrów. Zdobył złoty medal mistrzostw świata w tej konkurencji w 1982. Jego żoną była Birgit Fischer.